# Medetera araneipes
Medetera araneipes är en tvåvingeart som beskrevs av Octave Parent 1929. Medetera araneipes ingår i släktet Medetera och familjen styltflugor.
Artens utbredningsområde är Sudan. Inga underarter finns listade i Catalogue of Life.